# Космічні війська Росії

Прапор Космічних військ РФ

Космічні війська Збройних сил Російської Федерації (рос. Космические войска Вооруженных сил РФ) — окремий рід військ збройних сил Російської Федерації, що відповідають за військові операції в космосі. В сучасному організаційному статусі Космічні війська ЗС РФ були створені відповідно до Указу Президента Російської Федерації від 24 березня 2001 року.

## Історія
Перші військові формування космічного призначення були утворені в 1955 році, коли постановою Уряду Союзу Радянських Соціалістичних Республік було прийнято рішення про будівництво науково-дослідного полігону, який згодом став космодромом Байконур.
У 1957 році у зв'язку з підготовкою до запуску першого штучного супутника Землі був створений Командно-вимірювальний комплекс управління космічними апаратами (нині — Головний випробувальний центр випробувань та управління космічними засобами імені Г. С. Титова). У цьому ж році в місті Мирний Архангельської області було розпочато будівництво полігону, призначеного для пусків міжконтинентальних балістичних ракет Р-7 — нинішнього космодрому Плесецьк.
4 жовтня 1957 року частинами запуску та управління космічними апаратами було здійснено запуск першого штучного супутника Землі «ПС-1», а 12 квітня 1961 року — запуск і контроль польоту першого у світі пілотованого космічного корабля «Восток» з космонавтом Юрієм Гагаріним на борту. Надалі всі вітчизняні та міжнародні космічні програми здійснювалися з безпосередньою участю військових частин запуску та управління космічних апаратів.
У 1964 році для централізації робіт зі створення нових засобів, а також оперативного вирішення питань застосування космічних засобів було створено Центральне управління космічних засобів (ЦУКОС) Міністерства оборони СРСР. У 1970 році ЦУКОС було реорганізовано в Головне управління космічних засобів (ГУКОС) Міністерства оборони. У 1982 році ГУКОС та підвідомчі йому частини були виведені зі складу Ракетних військ стратегічного призначення і підпорядковані безпосередньо міністру оборони.
У 1992 році відповідно до Указу президента РФ від 27 липня 1992 року було створено Військово-космічні сили (ВКЗ) Міністерства оборони РФ, до складу яких увійшли космодром Байконур, частини запуску космічних апаратів полігону Плесецьк, Головний випробувальний центр випробувань та управління космічними засобами. Першим командувачем ВКС був призначений генерал-полковник Володимир Іванов.
У 1997 році згідно з Указом президента РФ від 16 липня «відповідно до потреб оборони і безпеки, а також реальними економічними можливостями країни» відбулося злиття ВКС РФ з Ракетними військами стратегічного призначення і військами ракетно-космічної оборони (РКО) Військ ППО.
У 2001 році у зв'язку із зростанням ролі космічних засобів у системі військової і національної безпеки Росії вищим політичним керівництвом країни було прийнято рішення про створення на базі виокремлених об'єднань, з'єднань та частин запуску та управління космічними апаратами, а також військ РКО нового роду військ — Космічних військ. 26 березня 2002 міністром оборони РФ було вручено особистий штандарт командувачу Космічними військами.
3 жовтня 2002 року Указом президента РФ запроваджено День Космічних військ РФ, що відзначається щорічно 4 жовтня.

## Задачі
Космічні війська РФ призначені для вирішення наступних завдань:
- Виявлення початку ракетного нападу на РФ і її союзників.
- Боротьба з балістичними ракетами супротивника, що атакують оборонний район.
- Підтримка в установленому складі угруповань орбітальних космічних апаратів військового та подвійного призначення і забезпечення їхнього застосування за цільовим призначенням.
- Контроль над космічним простором.
- Забезпечення виконання Федеральної космічної програми Росії, програм міжнародного співробітництва та комерційних космічних програм.

## Склад
До складу Космічних військ входять об'єднання ракетно-космічної оборони (РКО), Державні випробувальні космодроми Міністерства оборони Російської Федерації Байконур, Плесецьк і Вільний; Головний випробувальний центр випробувань та управління космічними засобами імені Г. С. Титова; управління зі введення засобів РКО; військово-навчальні заклади та частини забезпечення.
Об'єднання РКО включає з'єднання попередження про ракетний напад, протиракетної оборони і контролю космічного простору. На його озброєнні — радіолокаційні, радіотехнічні, оптико-електронні, оптичні засоби, які управляються з одного центру, функціонують за єдиним задумом в реальному масштабі часу з використанням єдиного інформаційного поля.
Управління орбітальними угрупованнями космічних апаратів здійснюється Головним випробувальним центром ім. Г. С. Титова. Для створення, підтримки і заповнення вітчизняної орбітального угрупування космічних апаратів призначені державні випробувальні космодроми Плесецьк, Вільний і Байконур.
Об'єкти Космічних військ розміщені по всій території Росії та за її межами. За кордоном вони дислокуються в Білорусі, Азербайджані, Казахстані, Таджикистані.
Станом на кінець 2007 року орбітальне угруповання РФ складалася з 100 космічних апаратів. З них 40 супутників оборонного призначення, 21 — подвійного призначення (здатні одночасно вирішувати військові, соціально-економічні та наукові завдання) і 39 космічних апаратів наукового та соціально-економічного призначення. З 2004 року вона збільшилася у півтора рази.
На озброєнні Космічних військ — супутники видової розвідки (оптико-електронної та радіолокаційної розвідки), радіоелектронного контролю (радіо- і радіотехнічної розвідки), зв'язку (серії «Космос», «Глобус» і «Радуга») і глобальна система супутникової навігації для військ (серії «Ураган»). Виведення супутників на задану орбіту забезпечують ракети-носії легкого («Старт-1», «Космос-3М», «Циклон-2», «Циклон-3»), середнього («Союз-У», «Союз-2», «Зеніт») і важкого («Протон-К», «Протон-М») класів.
Основним космодромом для запуску космічних апаратів військового та подвійного призначення є космодром Плесецьк. Його основу складають технічні і стартові комплекси для ракет космічного призначення «Молнія-М», «Союз-У», «Союз-2», «Циклон-3», «Космос-3М», «Рокот».
Космічні війська використовують засоби наземного автоматизованого комплексу управління космічними апаратами: командно-вимірювальні системи «Тамань-База», «Фазан», РЛС «Кама», квантово-оптична система «Сажень-Т», наземна приймально-реєстраційна станція «Наука М-04», радіолокаційні станції «ДОН-2Н», «Днепр», «Дарьял», «Волга», радіооптичний комплекс розпізнавання космічних об'єктів «КРОНА», Оптико-електронний комплекс «ОКНО».
До структури Космічних військ входять військові навчальні заклади: Військово-космічна академія імені О. Ф. Можайського (Санкт-Петербург), Пушкінський військовий інститут радіоелектроніки Космічних військ ім. маршала авіації Є. Я. Савицького (місто Пушкін), Московського військового інституту радіоелектроніки Космічних військ (Кубинка), Військово-космічний Петра Великого кадетський корпус (Санкт-Петербург).
З 4 липня 2008 року командиром Космічних військ РФ є генерал-майор Олег Остапенко.

## Виноски
1. ↑  Указ № 337 с от 24 марта 2001 г. Президента РФ «Об обеспечении строительства и развития вооруженных сил Российской Федерации, совершенствовании их структуры»